# NGC 1914
NGC 1914 ist die Bezeichnung eines Emissionsnebels mit einem eingebetteten offenen Sternhaufen im Sternbild Mensa. Das Objekt wurde am 3. November 1834 von John Herschel entdeckt.